# Paramamoea aquilonalis
Paramamoea aquilonalis är en spindelart som beskrevs av Forster och Wilton 1973. Paramamoea aquilonalis ingår i släktet Paramamoea och familjen Amphinectidae. Inga underarter finns listade i Catalogue of Life.